# Jürgen Berke
Jürgen Berke (* 13. April 1958 in Bochum) ist ein deutscher Journalist. Er war von Juni 1989 bis April 2021 Redakteur im Ressort „Unternehmen & Märkte“ des Magazins Wirtschaftswoche. Am 1. Mai 2021 ging Berke in den Ruhestand und schreibt seitdem als Autor und Kolumnist, und betreibt eine eigene Webseite.

## Leben
Berke machte sein Abitur am Gymnasium an der Wolfskuhle in Essen-Steele. Ab 1979 besuchte er die Kölner Journalistenschule. 1987 schloss er das Studium der Volkswirtschaftslehre sozialwissenschaftlicher Richtung an der Universität Köln als Diplom-Volkswirt ab.
Ab 1985 arbeitete er als Freier Mitarbeiter für den Westdeutschen Rundfunk sowie für die Magazine impulse und Wirtschaftswoche.
Von 1989 an war er Technikredakteur im Ressort „Spezial“ des in der Verlagsgruppe Handelsblatt erscheinenden Wochenmagazins Wirtschaftswoche. Im Jahr 1995 wechselte er ins Ressort „Unternehmen & Märkte“ und berichtete schwerpunktmäßig über die Unternehmen in den Märkten Telekommunikation, IT und Cybersecurity.
Berke wurde im Rahmen der Überwachungsaffäre der Deutschen Telekom gemeinsam mit dem Wirtschaftswoche-Kollegen Thomas Kuhn Ziel von Ausspähungen. Dabei wurden die dienstlichen und privaten Telefonverbindungen unter Bruch des Fernmeldegeheimnisses analysiert, um die Quellen der Journalisten aufdecken zu können. Berke stand auch an der Spitze einer internen Liste der Deutschen Telekom mit zehn sogenannten „Top-Brisanz-Journalisten“. Sie stufte der Konzern als besonders gefährlich ein, weil sie vertrauliche Interna veröffentlichten.

## Auszeichnungen
Für die Reportage „Operation Goldesel: Wir haben ihre Kontonummer“ über den illegalen Datenhandel bekam er (zusammen mit seinen Kollegen Michael Kroker und Hans-Jürgen Klesse) 2009 den Isabel und Friedrich Vogel-Preis für Wirtschaftsjournalismus. Seine investigative Titelstory „Im Auge des Sturms“ über die Abwehrschlacht bei Thyssenkrupp gegen eine asiatische Hackergruppe zeichneten die Industrie- und Handelskammern 2017 mit dem Journalistenpreis der deutschen Wirtschaft (Ernst-Schneider-Preis) aus.

## Hobbys und ehrenamtliches Engagement
Seit Anfang der 1980er-Jahre engagiert sich Berke für die Verbreitung des französischen Petanque-Sports in Köln. 1992 erreichte er den dritten Platz bei der Deutschen Meisterschaft im Tete-a-Tete in Ahlen.
Seit 2020 ist er Mitglied im Verein Eurobits e. V. in Bochum, der den Technologietransfer im Bereich IT-Sicherheit zwischen Wissenschaft und Wirtschaft fördert. Berke gehörte zum Bewerbungsteam der Bietergemeinschaft aus Eurobits e. V. und dem Cyber Security Cluster Bonn e. V., dass die Ausschreibung für den Aufbau des Kompetenzzentrums Cybersicherheit in der Wirtschaft des Ministeriums für Wirtschaft, Innovation, Digitalisierung und Energie des Landes Nordrhein-Westfalen im März 2021 gewinnen konnte.
Berke ist auch Unterstützer und Mitglied im Aufbauteam der Cyberwehr, die der Verein Eurobits e. V. am 22. März 2022 in Bochum, Essen und Gelsenkirchen startete. Das vom Land NRW und der EU geförderte Pilotprojekt hilft kleinen und mittleren Unternehmen, die Opfer von Hackerangriffen wurden. Ziel ist – nach dem Vorbild der Feuerwehr – der Aufbau einer neuen landesweiten Rettungsorganisation mit Profis und Freiwilligen, die unter der Notrufnummer 0800-1191112 erreichbar sind und kostenlos Sofortmaßnahmen zum Retten der Daten einleiten.